# Dan Cassidy
Dan Cassidy, né le 29 avril 1961 à Hollywood en Floride, est un ancien joueur de tennis professionnel américain.

## Carrière
Il fait ses études à l'université d'Auburn et passe professionnel en juillet 1984. Pour son premier tournoi ATP en simple à Livingston, il atteint les quarts de finale. Classé 259e et issu des qualifications, il réalise la même performance à Cincinnati. Il remporte fin décembre le 9e tournoi ATP auquel il participe à Melbourne contre John Fitzgerald. Ses seules autres performances en simple sont une demi-finale à São Paulo en 1987 et 1988. Le meilleur joueur qu'il ait battu est Joakim Nyström, 17e en 1988.
Il a atteint une finale en double à Boston en 1986. Il prend sa retraite en 1990 mais joue un tournoi ATP de double en 1996 à Atlanta.

## Palmarès

### Titre en simple messieurs
| No | Date       | Nom et lieu du tournoi       | Catégorie  | Dotation | Surface      | Finaliste       | Score    |  |
| -- | ---------- | ---------------------------- | ---------- | -------- | ------------ | --------------- | -------- |  |
| 1  | 24-12-1984 | Melbourne Outdoor, Melbourne | Grand Prix | 75 000 $ | Gazon (ext.) | John Fitzgerald | 7-6, 7-6 |  |

### Finale en double messieurs
| No | Date       | Nom et lieu du tournoi | Catégorie | Dotation  | Surface      | Vainqueurs                     | Partenaire  | Score         |  |
| -- | ---------- | ---------------------- | --------- | --------- | ------------ | ------------------------------ | ----------- | ------------- |  |
| 1  | 21-07-1986 | US Pro Boston          |           | 220 000 $ | Terre (ext.) | Hans Gildemeister Andrés Gómez | Mel Purcell | 4-6, 7-5, 6-0 |  |

## Parcours dans les tournois duGrand Chelem

### En simple
| Année | Open d'Australie | Open d'Australie | Internationaux de France | Internationaux de France | Wimbledon       | Wimbledon | US Open         | US Open     |
| ----- | ---------------- | ---------------- | ------------------------ | ------------------------ | --------------- | --------- | --------------- | ----------- |
| 1984  | 3e tour (1/16)   | J. Nyström       | —                        | —                        | —               | —         | —               | —           |
| 1985  | 2e tour (1/32)   | N. Odizor        | 2e tour (1/32)           | D. Cahill                | 1er tour (1/64) | W. Masur  | 2e tour (1/32)  | J. Yzaga    |
| 1988  | 1er tour (1/64)  | M. Laurendeau    | 1er tour (1/64)          | J. Gunnarsson            | —               | —         | 1er tour (1/64) | J. Berger   |
| 1989  | —                | —                | —                        | —                        | —               | —         | 1er tour (1/64) | O. Delaitre |

N.B. : à droite du résultat se trouve le nom de l'ultime adversaire.

### En double
| Année | Open d'Australie         | Open d'Australie       | Internationaux de France  | Internationaux de France | Wimbledon                  | Wimbledon                | US Open                     | US Open                |
| ----- | ------------------------ | ---------------------- | ------------------------- | ------------------------ | -------------------------- | ------------------------ | --------------------------- | ---------------------- |
| 1984  | —                        | —                      | —                         | —                        | —                          | —                        | 1er tour (1/32) J. Klaparda | A. Andrews J. Sadri    |
| 1985  | 1/8 de finale T. Warneke | M. Edmonson K. Warwick | 1er tour (1/32) D. Tarr   | J. Hlasek C. Panatta     | 1er tour (1/32) E. Korita  | K. Evernden M. Robertson | 1er tour (1/32) D. Graham   | P. Doohan R. Knapp     |
| 1986  | —                        | —                      | —                         | —                        | —                          | —                        | 1er tour (1/32) M. Purcell  | M. Edmonson S. Stewart |
| 1987  | —                        | —                      | —                         | —                        | 1er tour (1/32) M. Purcell | K. Curren M. De Palmer   | —                           | —                      |
| 1988  | 2e tour (1/16) C. Hooper | J. Svensson M. Tideman | 2e tour (1/16) M. Purcell | D. Cahill A. Mansdorf    | —                          | —                        | —                           | —                      |
| 1989  | 1/8 de finale G. Pozzi   | S. Davis R. Van't Hof  | —                         | —                        | —                          | —                        | —                           | —                      |

N.B. : le nom du ou de la partenaire se trouve sous le résultat ; le nom des ultimes adversaires se trouve à droite.